# 543 Charlotte
Az 543 Charlotte egy a Naprendszer kisbolygói közül, amit Paul Götz fedezett fel 1904. szeptember 11-én.